# Inga-Lisa Johansson
Ruth Inga-Lisa Johansson, född 19 augusti 1945, död 17 september 2024, var en svensk företagare.
Johansson byggde sedan 1970 upp industrikoncernen Daloc i Töreboda, en svensk tillverkare av säkerhetsdörrar. Hon var även delägare och vd för Dalocs ägarbolag Daloc Futura AB. 2015 tilldelades hon Konungens medalj, 12:e storleken i högblått band för sina framstående insatser som företagsledare.